# Станіславська сільська територіальна громада
Станіславська сільська територіальна громада — територіальна громада в Україні, в Херсонському районі Херсонської області. Адміністративний центр — село Станіслав.
Площа громади — 226,58 км², населення — 7740 мешканців (2017).
Утворена 14 липня 2017 року шляхом об'єднання Станіславської і Широкобалківської сільських рад Білозерського району.
19 липня 2020 року, в результаті адміністративно-територіальної реформи та ліквідації Білозерського району, увійшла до складу Херсонського району.

## Населені пункти
До складу громади входять 4 села: Олександрівка, Софіївка, Станіслав та Широка Балка.